# 小呂島
小呂島（おろのしま）は、玄界灘上にある福岡県福岡市西区の島（離島）。筑前諸島地域として離島振興法の離島振興対策実施地域となっている。島の面積は約0.43km2である。

## 地理
周囲3.3kmの玄武岩を基盤とした孤島である。南北に2つの峰があり、南の標高109.3 mの峰が島の最高峰で、嶽の宮神社が位置する。島の周囲は玄武岩の断崖絶壁で、一部に海蝕洞がみられる。南端に岩礫堆積平地があり、ここに集落が営まれる。島周辺には対馬暖流が流れており、比較的気候は温暖で、嶽の宮神社の境内には、ソテツ、ビロウ、フェニックスなどの熱帯性植物が繁茂している。このほか、島の大半を松林が占め、それを開拓した畑地や広葉樹林が島の中央から南部の斜面に見られる。
人口は156人（2023年1月末）。

## 歴史

### 中世
小呂島の名が文献上に登場するのは鎌倉時代のことである。島の氏神である七社神社の棟札には、宗像郡東郷村の住人の名がある。建長4年7月12日の『関東御教書』には筑前国志摩郡となっており、宗像大社の社領であった島に関して、中国系博多商人であった謝国明が妻の地頭を名乗って領有権を主張したことで領地争いになり、宗像社雑掌が鎌倉幕府に社役対捍を訴え、幕府が謝国明に戒告したことを記録している。翌建長5年5月3日の『北条長時書下』には、宗像大社を含めた3者による訴訟の記録があり、建武元年3月20日の雑訴決断所牒には、建武政権が宗像大社の小呂島所有を保障したことが記録されている。また、李氏朝鮮の『海東諸国紀』にも於路島の名で登場する。このように、中世の小呂島は海上交通の要所であり、宗像大社が領有権を巡って熾烈な訴訟を繰り広げたことが分かる。

### 近世
近世には落人が流れ着いた伝承があるが、ほぼ無人島であった。1645年（正保2年）に福岡藩の漁業権獲得政策により遠見番所が置かれ、北崎村（現在の福岡市西区大字宮浦付近）から「五軒家」と呼ばれた5世帯の漁民を移住させた。後に2世帯が移住したため、近代に入るまではこの島の住民は皆この7種類の名字のいずれかであったという。藩政時代は捕鯨が1679年（延宝7年）から6年間と1725年（享保10年）・1772年（安永元年）の3度試みられたが、台風による波止場の崩壊などでいずれも不調になったとされている。福岡藩の流刑地でもあり、重罪者の流刑地として選ばれた。流人の監視として御常番の名で足軽が配置され、彼らもまた、近代までの小呂島の集落を構成する一部であった。福岡藩の学者であった貝原益軒も3年間この島に追放されている。

### 近現代
1931年（昭和6年）から1940年（昭和15年）にかけて、島の北端に陸海軍共用の要塞（壱岐要塞小呂島砲台）が築かれ、陸軍300人、海軍30人の兵士が駐留した。これが原因となり、1945年（昭和20年）8月6日昼に米軍による空襲に見舞われ、本家の1軒を除く全ての家屋が焼け出されている。
1889年（明治22年）の町村制施行時には志摩郡小田村に属した。その後、郡制や改称、編入により糸島郡小田村→糸島郡北崎村→福岡市→と変遷している。1961年（昭和36年）に福岡市に編入されて以後は福岡市の最北端となっている。

## 産業
ほとんどの島民が漁業で生計を立てている。
5月～12月までは旋網漁(まきあみりょう)、1月～4月までは個人漁を行う。
主に獲れる魚は、ブリ・アジ・サバ・ヒラメ・カレイなどで、季節や業種によって変わってくる。
これに加えて最近では新しい取り組みとして(6次産業化)、旋網漁で獲れたヤズ(ブリの若魚)をフレーク状に加工したものを販売している(ネット販売も有)。
これは"こねくり"と呼ばれる島の漁師飯を元にして作られたものである。

## 各種施設・学校
- 名所旧跡としては嶽の宮神社・七社神社・旧海軍望楼跡がある。ただし、これら目当ての観光客はほとんどおらず、訪問者の大半は釣り客である。
- 民宿等も含め宿泊施設がない（厳密には存在しないわけではないが工事等の業務目的での来島者のみ受け入れている）。宿泊する場合は野宿となるのでテントや寝袋等の持参が必要である。渡船場の待合室は船が欠航した場合のみ終日開放される。
- 商店は港近くの漁協にあるのみ。営業時間が短いので注意が必要である。食堂はない。
- 電力は島内にある内燃力発電所（九州電力送配電小呂島発電所）による。水道水は雨水を貯留した陸水と海水淡水化施設による水を併せて供給されている[11]。
- 島内に小中併設校（福岡市立小呂小中学校）がある。
- 伊豆大島土砂災害を契機に、島内にアメダスが設置された。[12]

## 交通
島の南側にある集落内の道と集落と島の中央部にある小中学校を結ぶ道路以外に主な道路は無く、周回道路は無い。
九州本土の姪浜渡船場との間で1日1～2便、福岡市営渡船の高速船「ニューおろしま」が運航されている。所要時間は65分、運賃は大人片道1,790円で、福岡市営渡船で最も長い航路である。火・木・土・日曜日の2便運航時に限り九州本土側から日帰りで島を訪れることが可能である。日帰りで訪問する場合、滞在可能時間は約3時間である。航路の特殊性から島民等の利用が優先される旨渡船場に注意書きがある。2000年の「ニューおろしま」就航により定員が60名に増加した。
小呂島では生活物資の運搬が市営渡船に強く依存しているという状況に鑑み、「ニューおろしま」には後部甲板に多目的貨物室およびプロパンガス専用エリアが設置されているほか、荷役の利便性確保のためにベルトコンベアが搭載されている。

## 祭礼
- 毎年7月15日に小呂島祇園山笠が行なわれる。令和2年に無形民俗文化財に指定された。福岡本土の博多祇園山笠とは違い、朝夕の2回練り歩くのが特徴である。
- 毎年8月18日には、小学校1年生から6年生のうち、男子2名、女子1名が「御奉楽（ごほうらく）」の「三番叟」を舞う[14]。かつては「万年願（マンネンガン）」という名で歌舞伎役者を招いての指導による歌舞伎を奉納するものであったという[7]。